# Louis Hourticq
Louis Hourticq est un historien de l'art français né le 31 décembre 1875 à Brossac (Charente) et mort le 15 mars 1944 à Neuilly-sur-Seine. 

Il est le beau-frère de Albert Bayet et le père du conseiller d'État Jean Hourticq.

## Biographie
Il entre à l'École normale supérieure (Paris) en 1898. Grâce à sa thèse de doctorat sur la jeunesse de Titien publiée en 1919, il devint professeur à l'école des Beaux arts de Paris et inspecteur général de l'enseignement du dessin. 

## Distinctions
- Chevalier de la Légion d'honneur (1932).

## Publications
- La Peinture des origines au XVIe siècle. Paris : H. Laurens, collection « Manuels d’histoire de l’art », 1908, prix Charles-Blanc de l’Académie française en 1909.
- Manet. Paris : Librairie centrale des beaux-arts, collection « L’Art de notre temps », 1911.
- « De la méthode en histoire de l’art ». Revue de synthèse historique, XXVIII, février 1914, p. 19-44.
- Récits et Réflexions d’un combattant : Aisne, Champagne, Verdun, 1915-1916. Paris : Hachette, 1918, prix Montyon de l’Académie française en 1919
- La Jeunesse de Titien. Paris : Hachette, 1919.
- De Poussin à Watteau, ou des origines de l'école parisienne de peinture. Paris : Hachette, 1921, prix Charles-Blanc de l’Académie française en 1922.
- De Québec à Vancouver avec Gabriel Louis Jaray, Paris : Hachette, 1924, prix Marcelin Guérin de l’Académie française en 1925.
- La Vie des images. Paris : Hachette, 1927.
- Ingres. L’Œuvre du maître. Paris : Hachette, 1928.
- Les Merveilles de l'Art, Hachette, 1931.
- La Jeunesse de Poussin. Paris : Hachette, 1937.
- « Historique ». in L’École nationale supérieure des beaux-arts. Paris : La Grande Masse, 1937.
- La Peinture française XVIIIe siècle. Paris : Librairie Floury, 1939.
- Génie de la France. Paris : Presses universitaires de France, 1943, prix Hercule-Catenacci de l'Académie française.
- L’Art et la Science. Paris : Flammarion, collection « Bibliothèque de philosophie scientifique », 1943.
- L’Art et la Littérature. Paris : Flammarion, collection « Bibliothèque de philosophie scientifique », 1946.